# Kielmeyera peruviana
Kielmeyera peruviana är en tvåhjärtbladig växtart som beskrevs av N. Saddi. Kielmeyera peruviana ingår i släktet Kielmeyera och familjen Calophyllaceae. Inga underarter finns listade i Catalogue of Life.